# Мемориальная синагога на Поклонной горе
Мемориальная синагога на Поклонной горе — синагога в память о шести миллионах евреев, уничтоженных во время Второй мировой войны. Синагога расположена в парке Победы на Поклонной горе в Западном административном округе Москвы. Владельцем здания является Российский еврейский конгресс (РЕК).

## История
Идея создания синагоги в мемориальном комплексе на Поклонной горе возникла в 1980-х годах. Однако начало строительства стало возможным только в 1997-м после выделения Правительством Москвы земли под здание в аренду на 49 лет. Возведение объекта полностью финансировал Российский еврейский конгресс.
Мэр Москвы Юрий Лужков распорядился привлечь к строительству трест «Трансинжстрой». Первый камень в основание синагоги был заложен 8 октября 1996 года, а уже 2 сентября 1998 года состоялось торжественное открытие, на котором присутствовал Борис Ельцин.

## Описание
Здание было построено по проекту известных архитекторов Моше Зархи и Владимира Будаева. Над интерьерами главного зала синагоги трудился израильский скульптор Франк Майслер.
Мемориальная синагога явилась первым в современной России музеем еврейской истории. Помощь в создании музея оказали Государственный исторический музей, Государственный музей истории религии, крупнейшие российские архивы, выставка занимает цокольный этаж и галереи здания. Одна часть выставки посвящена жизни евреев в Российской империи и после — в СССР. Экспозиция представлена различными уникальными предметами жизни того времени, которые использовались в быту и во время проведения ритуалов. Другая часть рассказывает о трагических событиях, пережитых еврейским народом. Фотографии, видеоматериалы, документы показывают жизнь в черте оседлости, погромы и преследования. Так до Революции в Российской империи существовало более 400 законов, направленных на ущемление свобод евреев.
Значительная часть экспозиции посвящена Холокосту. На выставке представлены документы и фотографии, кинохроника нацистской Германии, повествующая о реализации окончательного решения еврейского вопроса. Также рассказывается об участии евреев в движении Сопротивления — партизанских отрядах, о героизме воинов-евреев на фронтах Великой Отечественной войны, более 150 человек из них получили звание Героя Советского Союза.
Особый раздел экспозиции посвящён подвигу людей различных национальностей, спасавших и укрывавших евреев во время Великой Отечественной войны. Впоследствии многие были удостоены за это звания Праведников мира.

Интерьеры Мемориальной синагоги (2008 год)
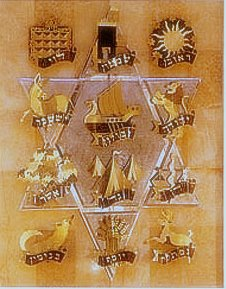
Украшения внутри: символы двенадцати колен
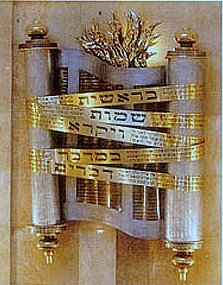
Украшения внутри: изображение свитка Торы с названиями пяти книг на иврите
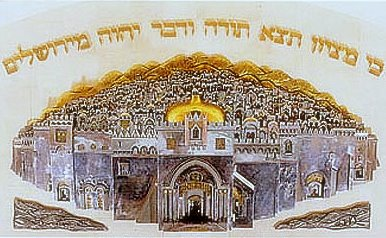
Украшения внутри: художественное изображение Иерусалима и слова: Ибо от Сиона выйдет закон, и слово Господне — из Иерусалима (Ис. 2:3)
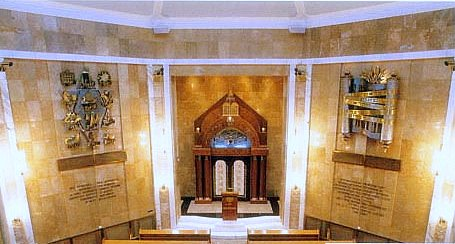
Украшения внутри: синагогальный ковчег

## Деятельность
Синагога предоставляет возможность организации молитвы евреям ортодоксальной ашкеназской, горской и реформистской общин. В музее Мемориальной синагоги проводятся экскурсии, лекции, демонстрируются исторические и документальные фильмы. Деятельность музея направлена на формирование толерантности в обществе, формирование чувства уважения к евреям России, их трагическому и героическому прошлому, их вкладу в российскую культуру, науку, экономику, государственность.
В январе 2014 года появилась информация, что помещение синагоги используется для проведения коммерческих мероприятий. Владелец здания подтвердил, что банк, арендовавший здание для банкета, официально перечислил пожертвование на счёт РЕК, а деньги от этого пожертвования пойдут на различные благотворительные социальные и религиозные программы организации.